# Barbara Fairchild
Barbara Fairchild (Knobel, 12 de novembro de 1950) é uma compositora e cantora estadunidense de música country e gospel.

## Carreira e vida pessoal
Fairchild começou sua carreira já aos quinze anos, quando ainda estava no colegial, quando assinou com a MCA; em 1969 lançou o single "Love Is a Gentle Thing" e durante da década de 1970 lançou sete álbuns que fizeram relativo sucesso, como o hit "A Girl Who's Satisfy Her Man", que foi uma das quarenta mais em 1970 ou  "The Teddy Bear Song" de 1972, que ficou no topo das paradas por duas semanas e lhe rendeu uma indicação ao Grammy, tornando-se sua canção mais marcante.
Em 1982 se casou com o cantor gospel Milton Carroll; em 1989 fez parte do grupo gospel "Heirloom", com quem lançou alguns álbuns na década de 1990; em 1991 seu casamento terminou e ela se casou mais tarde com o também artista Roy Morris, com quem gravou alguns discos.